# Survivor Series (1988)
Survivor Series (1988) – druga gala z cyklu pay-per-view Survivor Series, która została wyprodukowana przez World Wrestling Federation (WWF). Miała miejsce 24 listopada 1988 (w Dzień Dziękczynienia w Stanach Zjednoczonych) w Richfield Coliseum w Richfield Township, Ohio.
Walką wieczoru był dziesięcioosobowy Survivor Series match pomiędzy drużyną z kapitanami The Mega Powers (Hulkiem Hoganem i WWF Championem Randym Savage’em) oraz drużyną prowadzoną przez The Twin Towers (Akeemem i Big Boss Manem). Hogan i Savage byli jedynymi "ocalonymi" w tym pojedynku. W karcie znalazły się również trzy inny Survivor Series matche.

## Przygotowania
W głównej rywalizacji zmierzającej na Survivor Series brali udział The Mega Powers (Hulk Hogan i WWF Champion Randy Savage), Hercules, Koko B. Ware i Hillbilly Jim, którzy już wcześniej feudowali z The Twin Towers (Akeemem i Big Boss Manem), Tedem DiBiasem, Haku oraz The Red Roosterem. Hogan i Savage uformowali sojusz na WrestleManii IV w marcu 1988, kiedy to Hogan pomógł Savage’owi pokonać DiBiasego w finale turnieju o zwakowany WWF Championship. DiBiase i André the Giant zawalczyli z Hoganem i Savage’em na pierwszym SummerSlam, gdzie The Mega Powers zwyciężyli. DiBiase wykupił kontrakt André od Heenana na pierwszym Royal Rumble w styczniu. Pod koniec 1988, DiBiase zakupił kolejny kontrakt od Heenana, tym razem dotyczący Herculesa, który był jednym z najsilniejszych wrestlerów w WWF. Hercules odmówił bycia pachołkiem DiBiasego i przeszedł faceturn, będąc przeciwko DiBiasemu i rozpoczynając z nim rywalizację. DiBiase i inni heelowie dołączyli do Twin Towers w walce przeciwko Mega Powers i ich kompanom.
Kolejną główną rywalizacją była ta pomiędzy Jakem Robertsem i André the Giantem. Storyline rozpoczął się, kiedy Roberts zdemaskował ogromny strach odnośnie do węży podczas Saturday Night’s Main Event. Roberts rzucił swojego węża Damiena w przestraszonego André, który miał lekki (storyline'owy) atak serca. André zaprzysiągł zemsty, lecz Roberts ciągle używał Damiena w walkach w których brał André, aby zniszczyć psychicznie przeciwnika przed ich walką.
W głównej rywalizacji tag teamowej zmierzyli się Demolition oraz The Powers of Pain, dwie drużyny, które znane były z używania farby do twarzy i silnego stylu pojedynkowego. W innym zaś feudzie, WWF Intercontinental Champion The Ultimate Warrior zmierzył się z The Honky Tonk Manem, poprzednim mistrzem, który zażądał rewanżu o tytuł.

## Gala
Walką otwierającą galę był five-on-five Survivor Series match pomiędzy drużyną składającą się z WWF Intercontinental Championa The Ultimate Warriora, Brutusa Beefcake’a, Sama Houstona, The Blue Blazera (w jego debiucie pay-per-view) i Jima Brunzella oraz drużyną składającą się z The Honky Tonk Mana, Rona Bassa, Danny’ego Davisa, Grega Valentine’a oraz Bad News Browna. W tej walce brali udział głównie możliwi pretendenci do Intercontinental Championship, czyli low- i mid-carterzy. Don Muraco miał wziąć udział w walce jako członek drużyny Warriora, lecz opuścił WWF, więc został zastąpiony przez Jima Brunzella. Beefcake zdobył pierwszy punkt dla drużyny Warriora, wykonując sleeper hold na odklepującym Davisie w 1:18 minucie. Brown wyrównał, wykonując cztery minuty później Ghetto Blaster na Brunzellu. Niedługo potem, Valentine i Brown wykonali podwójny ruch na Houstonie, lecz ominął running forearm club od Valentine’a, który otrzymał przypadkowo Brown. Charakter Browna był taki, iż nie był kooperatywny, więc wściekły postanowił odejść z ringu i pozostawić swoich kompanów, zostając tym samym wyeliminowanym. Bass przypiął Houstona po running powerslamie. The Blue Blazer użył swojej szybkości do oszołomienia Valentine’a, lecz przy wykonywaniu ruchu z górnej liny, Honky popchnął Blazera, zaś Valentine wykonał figure four leglock, zmuszając Blazera do odklepania. Beefcake wykonał sleeper hold na Honkym, lecz ten doczołgał się do lin, biorąc Beefcake’a za sobą; ostatecznie obaj zostali odliczeni, pozostawiając Warriora jako samotnego członka swojej drużyny. Bass i Valentine walczyli z Warriorem przez chwilę, lecz Warrior ominął podwójny clothesline i znokautował obu rywali, po czym przypiął Bassa, zaś szybciutko potem Valentine’a po double axe handle’ach, wygrywając walkę i będąc jedynym ocalałym.
Drugim Survivor Series matchem była wariacja 10-na-10, gdzie brały udział tag teamy, a wyeliminowany uczestnik musiał ze swoim tag teamowym partnerem opuścić ring. W walce brali udział Powers of Pain (The Warlord i The Barbarian), The Rockers (Shawn Michaels i Marty Jannetty), The British Bulldogs (Davey Boy Smith i Dynamite Kid), The Hart Foundation (Bret Hart i Jim Neidhart) oraz The Young Stallions (Paul Roma i Jim Powers), a ich przeciwnikami byli WWF Tag Team Champions Demolition (Ax i Smash), The Brain Busters (Arn Anderson i Tully Blanchard), The Bolsheviks (Nikolai Volkoff i Boris Zhukov), The Fabulous Rougeaus (Jacques i Raymond Rougeau) oraz The Conquistadors. Hart przypiął Raymonda wykonując small package, eliminując The Fabulous Rougeaus z walki. Zhukov wykonał reverse diving crossbody na Powersie i przypiął go, eliminując The Young Stallions, lecz niedługo potem on i jego partner zostali wyeliminowani przez Jannetty’ego, który wykonał Zhukovowi sunset flip. Hart wykonał German suplex na Blanchardzie, lecz sędzia zobaczył ramiona Breta leżące na macie, więc zaliczył przypięcie eliminujące The Hart Foudnation. The Rockers zaczęli brawl z Balnchardem i jego partnerem Andersonm. The Rockers i Brain Busters zostali zdyskwalifikowani z powodu bijatyki poza ringiem. Dynamite wykonał slam na Smashu i wszedł na górną linę. Chciał wykonać diving headbutt, lecz Smash skontrował clotheslinem i przypiął, eliminując British Bulldogs. Smash nie był w stanie utrzymać mocnego Barbariana z Powers of Pain. Kiedy Mr. Fuji myślał, że jego drużyna nie będzie w stanie pokonać Powers of Pain, poruszył liną, przez co powalił Smasha poza ring i został on ze swoim partnerem odliczeni, jednocześnie eliminując tym samym Demolition z walki. Po tym, Ax skonfrontował się z Fujim, a gdy tylko odwrócił się od menadżera, Fuji uderzył go swoim kijkiem. Demolition pobiło go, przechodząc tym samym faceturn. The Powers of Pain przeszli heelturn, kiedy pomogli oni Fujiemu, zaś ten stanął u ich boku do końca walki. Kilka chwil potem, Barbarian wykonał Conquistadorowi #1 diving headbutt i przypiął go, eliminując The Conquistadors, przez co Powers of Pain zostali jedynymi ocalonymi w walce. Po walce, Demolition wrócili na ring i przepędzili z niego Warlorda i Barbariana.
W trzecim Survivor Series matchu zmierzyli się André the Giant, Rick Rude, Dino Bravo, Mr. Perfect i Harley Race, a ich przeciwnikami byli Jim Duggan, Jake Roberts, Scott Casey, Ken Patera i Tito Santana. Junkyard Dog oryginalnie miał stawić się jako członek drużyny Robertsa, lecz opuścił WWF. B. Brian Blair zastąpił Junkyard Doga, lecz ten również opuścił federację, więc ostatecznie miejsce zajął Scott Casey. Rude wykonał Paterze Rude Awakening w 8:18 minucie i przypiął Paterę, eliminując go z walki. Minutę potem, członek drużyny André, Bravo, wykonał Caseyowi side suplex i przypiął, przez co w drużynie Robertsa pozostały trzy osoby, a André pełen pięcioosobowy skład. Jednakże, Santana wykonał Race’owi flying forearm smash i przypiął go, eliminując Race’a. Heelowy kapitan André wkroczył na ring i szybko wykorzystując swoją wagę i rozmiar zmiażdżył i przypiął Santanę. Później, Duggan użył swojej deski na Bravo, zostając zdyskwalifikowanym. Roberts, jako jedyny pozostały członek swojej drużyny, musiał liczyć na samego siebie i kiedy Rude próbował zmienić się z innym członkiem swojej czteroosobowej drużyny, złapał Rude’a od tyłu i wykonał DDT, po czym przypiął i wyeliminował. André szybko wrócił na ring i wykonał chokehold na Robertsie, lecz odmówił puszczenia go, więc sędzia postanowił go zdyskwalifikować. Przed odejściem André z ringu, ten wykonał dodatkowo headbutt na Robertsie. Perfect wykorzystał tę sytuację i przypiął Roberta, zdobywając zwycięstwo dla swojej drużyny, gdzie on i Bravo byli jedynymi ocalanymi. Po walce, Roberts odzyskał siły i wpuścił na ring swojego węża Damiena, przeganiając Andre, Perfecta i Bravo z okolic ringu.
W walce wieczoru zmierzyli się The Mega Powers (Hulk Hogan i WWF Champion Randy Savage), Hercules, Koko B. Ware i Hillbilly Jim oraz The Twin Towers (Akeem i Big Boss Man), Ted DiBiase, Haku i The Red Rooster. Savage wykonał Savage Elbow i przypiął Roostera, dając małą przewagę swojej drużynie. Wielki Akeem szybko wyrównał, wykonując Hillbilly Jimowi Air Africa splash i przypinając go. Partner Akeema, Boss Man, wykonał Koko Boss Man Slam, dający przewagę 4-3. Ochroniarz DiBiasego Virgil rozproszył Herculesa, pozwalając Tedowi na przypięcie go za pomocą schoolboya, pozostawiając w face'owej drużynie jedynie Hogana i Savage’a. Kiedy DiBiase zaczął wyśmiewać Herculesa, Savage wykorzystał go również wykonując schoolboy, eliminując tym samym rywala. Krótko potem, Slick (menadżer Twin Towers) złapał Elizabeth, która wołała o pomoc, co usłyszał Hogan i poszedł na ratunek; Akeem i Boss Man zainterweniowali, atakując Hogana, po czym Boss Man skuł kajdankami Hogana o liny. Przez ten incydent, Boss Man (legalny wrestler w ringu) został odliczony, podczas gdy Akeem został zdyskwalifikowany za groźby na sędziemu i za drużynowe ataki na Savage'u. Haku, jedyny członek heelowego teamu, dominował Savage’a przez kilka minut, zaś Slick (który pozostał poza ringiem) wciąż wyśmiewał Hogana i Elizabeth. Jednakże, Haku niechcący kompnął Slicka z krawędzi ringu, zaś Hogan wykonał clothesline na Heenanie. Po tym jak Elizabeth wzięła klucz i rozpięła kajdanki, Hogan zmienił się z Savage’em i zdominował Haku, przypinając go po leg dropie i zdobywając zwycięstwo dla Mega Powers. Po walce, Hogan cieszył się z wygranej wraz z Elizabeth, pozostawiając Savage’a wkurzonego, którego reakcja była znana dla widowni i telewidzów, lecz nie dostrzegł jej Hogan; heelowy komentator Jesse Ventura również to zauważył i kilka dni później przeprowadził z nim wywiad o incydencie.

## Wydarzenia po gali
The Mega Powers byli mocnym tag teamem przez cały 1988, lecz ich dominacja sięgała końca, kiedy Hulk Hogan i Randy Savage zaczęli częściej nieporozumiewać się w ringu na początku 1989. Zaczęło się to 7 stycznia 1989 na jednej z edycji Saturday Night’s Main Event, gdzie Hogan był mocno obity przez The Twin Towers po walce z Akeemem. Savage przyszedł na pomoc i wyczyścił ring przy pomocy stalowego krzesełka. Elizabeth wzięła Hogana na backstage, co wkurzyło Savage’a. Ten uznał siebie za piąte koło u wozu, co zaczęło powolny rozłam Mega Powers, gdyż Savage był wściekły na Miss Elizabeth za bycie menadżerką Hogana. Większe nieporozumienia zaczęły się podczas Royal Rumble matchu, gdzie Hogan przypadkowo wyeliminował Savage’a, gdy ten próbował wyrzucić Bad News Browna z ringu. 3 lutego na drugiej edycji The Main Event, Hogan i Savage zawalczyli z The Twin Towers (Akeemem i Big Boss Manem) w tag team matchu, który wywołał u nich kontrowersje. Podczas walki, Akeem popchnął Savage’a wprost na Elizabeth, nokautując ją. Hogan podniósł ją i zaniósł na backstage, pozostawiając Savage’a samego. Kiedy Hogan wrócił, Savage uderzył go w twarz i zabrał pas, przechodząc heelturn i pozostawiając Hogana samotnego. Mimo tego, Hogan zdołał wygrać pojedynek. Mega Powers zakończyło działalność, gdy Hogan i Savage rozpoczęli feud pomiędzy sobą. Na WrestleManii V, Hogan pokonał Savage’a w walce utytułowanej "The Mega Powers Explode", zdobywając WWF Championship i kończąc panowanie Savage’a z ilością 371 dni.
Rywalizacja pomiędzy Demolition i Powers of Pain przeszła na wyższy poziom, gdzie Demolition, tym razem jako face'owa drużyna, feudowała z Powers of Pain, którzy byli heelami. Mr. Fuji często interweniował w walkach przeciwko Demolition, co spowodowało walkę 2-na-3 na WrestleManii V, gdzie Fuji dołączył do Powers of Pain. Na WrestleManii, Demolition wygrało walkę, gdy Smash wykonał Fujiemu swój finisher, Demolition Decapitation.
Inną rywalizację kontynuowali Jake "The Snake" Roberts oraz André the Giant, która zakończyła się na WrestleManii V, gdzie powracający Big John Studd (tym razem jako face) dołączył do rywalizacji jako sędzia pojedynku André-Roberts. Przed tym na [[Royal Rumble#Royal Rumble 1989[4]|Royal Rumble]], André natychmiastowo zaatakował Robertsa po jego wejściu na ring, dusząc go i wyrzucając go z ringu. Po tym, Roberts odzyskał siły i wniósł do ringu swojego węża Damiena, ponownie odstraszając André z ringu.
Po Survivor Series, "Ravishing" Rick Rude miał na celowniku Intercontinental Championship należący do Ultimate Warriora. The Honky Tonk Man w międzyczasie, kontynuował walki z Warriorem, lecz wciąż nie dawał rady wygrać tytułu. Krótko po ich ostatniej walce na Saturday Night’s Main Event, Honky stracił push i został zdegradowany do mid-cardu.
Dla The British Bulldogs było to ostatnie wspólne pojawienie się w WWF jako tag team; Dynamite Kid odpuścił federację, podczas gdy Davey Boy Smith powrócił w 1991 jako "The British Bulldog". Opuścili federację, gdyż na backstage’u przed Survivor Series stroili żarty z The Rougeau Brothers, którym puściły nerwy i Jacques Rougeau ostatecznie wymierzył kilka ciosów w szczękę Dynamite’a.

## Wyniki walk
| Nr                                 | Wyniki | Stypulacje                                                  | Czas  |
| ---------------------------------- | --- | ----------------------------------------------------------- | ----- |
| 1                                  | The Ultimate Warrior, Brutus Beefcake, Sam Houston, The Blue Blazer i Jim Brunzell pokonali The Honky Tonk Mana, Rona Bassa, Danny’ego Davisa, Grega Valentine’a i Bad News Browna (w/ Jimmy Hart) | Five-on-five Survivor Series elimination matchEliminacje    | 17:50 |
| 2                                  | The Powers of Pain (The Warlord i The Barbarian), The Rockers (Shawn Michaels i Marty Jannetty), The British Bulldogs (Davey Boy Smith i Dynamite Kid), The Hart Foundation (Bret Hart i Jim Neidhart) oraz The Young Stallions (Jim Powers i Paul Roma) pokonali Demolition (Axa i Smasha), The Brain Busters (Arna Andersona i Tully’ego Blancharda), The Bolsheviks (Nikolaia Volkoffa i Borisa Zhukova), The Fabulous Rougeaus (Raymonda i Jacques’a Rougeau) oraz The Conquistadors (Uno i Dos) (w/ Mr. Fuji, Bobby Heenan, Slick i Jimmy Hart) | 20-man Tag team Survivor Series elimination matchEliminacje | 42:12 |
| 3                                  | André the Giant, Rick Rude, Dino Bravo, Mr. Perfect i Harley Race (w/ Bobby Heenan i Frenchy Martin) pokonali Jima Duggana, Jake’a Robertsa, Scotta Caseya, Kena Paterę i Tito Santanę | Five-on-five Survivor Series elimination matchEliminacje    | 30:03 |
| 4                                  | The Mega Powers (Hulk Hogan i Randy Savage), Hercules, Koko B. Ware oraz Hillbilly Jim (w/ Miss Elizabeth) pokonali The Twin Towers (Akeema i Big Boss Mana), Teda DiBiasego, Haku oraz The Red Roostera (w/ Slick, Bobby Heenan i Virgil) | Five-on-five Survivor Series elimination matchEliminacje    | 29:10 |
| (c) – mistrz/mistrzyni przed walką | |                                                             |       |

### Rezultaty Survivor Series elimination matchów

#### Survivor Series elimination match #1
| Eliminacja Nr. | Wrestler             | Wyeliminowany przez   | Metoda eliminacji                                                                   | Czas                 |                      |
| -------------- | -------------------- | --------------------- | ----------------------------------------------------------------------------------- | -------------------- | -------------------- |
| 1              | Danny Davis          | Brutusa Beefcake’a    | Odpłynął po byciu umieszczonym w sleeper holdzie                                    | 01:18                |                      |
| 2              | Jim Brunzell         | Bad News Browna       | Przypięty po Ghetto blasterze                                                       | 05:12                |                      |
| 3              | Bad News Brown       | N/A                   | Odliczony po tym jak Valentine niechcący uderzył go i ten postanowił odejść z ringu | 07:50                |                      |
| 4              | Sam Houston          | Rona Bassa            | Przypięty po Power Slamie                                                           | 10:09                |                      |
| 5              | The Blue Blazer      | Grega Valentine’a     | Odklepał po Figure Four Leglocku                                                    | 12:29                |                      |
| 6              | Brutus Beefcake      | N/A                   | Odliczeni po tym jak Beefcake wykonał sleeper hold na Honkym poza ringiem           | 15:44                |                      |
| 6              | The Honky Tonk Man   | N/A                   | Odliczeni po tym jak Beefcake wykonał sleeper hold na Honkym poza ringiem           | 15:44                |                      |
| 7              | Ron Bass             | The Ultimate Warriora | Przypięty po Double Axe Handle                                                      | 17:30                |                      |
| 8              | Greg Valentine       | The Ultimate Warriora | Przypięty po Double Axe Handle                                                      | 17:50                |                      |
| Ocalony:       | The Ultimate Warrior | The Ultimate Warrior  | The Ultimate Warrior                                                                | The Ultimate Warrior | The Ultimate Warrior |

#### Survivor Series elimination match #2
| Eliminacja Nr. | Wrestler                        | Wyeliminowany przez    | Metoda eliminacji                                                             | Czas               |                    |
| -------------- | ------------------------------- | ---------------------- | ----------------------------------------------------------------------------- | ------------------ | ------------------ |
| 1              | Raymond Rougeau                 | Breta Harta            | Przypięty za pomocą small package’a                                           | 05:22              |                    |
| 2              | Jim Powers                      | Borisa Zhukova         | Przypięty po Reversed Crossbody                                               | 15:20              |                    |
| 3              | Boris Zhukov                    | Marty’ego Jannetty’ego | Przypięty po Sunset Flipie                                                    | 18:09              |                    |
| 4              | Bret Hart                       | Tully’ego Blancharda   | Hart wykonał German suplex na Blanchardzie, lecz sędzia odliczył Harta        | 27:03              |                    |
| 5              | The Rockers & The Brain Busters | N/A                    | Podwójna dyskwalifikacja po brawlu poza ringiem                               | 27:57              |                    |
| 6              | Dynamite Kid                    | Smasha                 | Przypięty po clothesline                                                      | 36:02              |                    |
| 7              | Smash                           | N/A                    | Odliczony po tym, jak Mr. Fuji popchnął dolną linę i Smash upadł poza ringiem | 39:33              |                    |
| 8              | Uno                             | The Barbariana         | Przypięty po Diving Headbuttcie                                               | 42:12              |                    |
| Ocaleni:       | The Powers of Pain              | The Powers of Pain     | The Powers of Pain                                                            | The Powers of Pain | The Powers of Pain |

#### Survivor Series elimination match #3
| Eliminacja Nr. | Wrestler                 | Wyeliminowany przez      | Metoda eliminacji                                               | Czas                     |                          |
| -------------- | ------------------------ | ------------------------ | --------------------------------------------------------------- | ------------------------ | ------------------------ |
| 1              | Ken Patera               | Ricka Rude’a             | Przypięty po Rude Awakening                                     | 08:18                    |                          |
| 2              | Scott Casey              | Dino Bravo               | Przypięty po Side Suplexie                                      | 09:27                    |                          |
| 3              | Harley Race              | Tito Santanę             | Przypięty po Flying Forearm Smashu                              | 13:19                    |                          |
| 4              | Tito Santana             | André the Gianta         | Przypięty, kiedy Andre usiadł na Santanie                       | 14:40                    |                          |
| 5              | Jim Duggan               | N/A                      | Zdyskwalifikowany za użycie swojej deski na Bravo               | 21:22                    |                          |
| 6              | Rick Rude                | Jake’a Robertsa          | Przypięty po DDT                                                | 28:45                    |                          |
| 7              | André the Giant          | N/A                      | Zdyskwalifikowany po odmowie puszczenia chokeholdu na Robertsie | 29:39                    |                          |
| 8              | Jake Roberts             | Mr. Perfecta             | Przypięty po headbuttcie od Andre                               | 30:03                    |                          |
| Ocaleni:       | Mr. Perfect & Dino Bravo | Mr. Perfect & Dino Bravo | Mr. Perfect & Dino Bravo                                        | Mr. Perfect & Dino Bravo | Mr. Perfect & Dino Bravo |

#### Survivor Series elimination match #4
| Eliminacja Nr. | Wrestler                  | Wyeliminowany przez       | Metoda eliminacji                                                  | Czas                      |                           |
| -------------- | ------------------------- | ------------------------- | ------------------------------------------------------------------ | ------------------------- | ------------------------- |
| 1              | Red Rooster               | Randy Savage              | Przypięty po Flying Elbow Dropie                                   | 06:11                     |                           |
| 2              | Hillbilly Jim             | Akeema                    | Przypięty po Air Africa                                            | 09:59                     |                           |
| 3              | Koko B. Ware              | Big Boss Mana             | Przypięty po Boss Man Slamie                                       | 11:45                     |                           |
| 4              | Hercules                  | Teda DiBiasego            | Przypięty za pomocą Schoolboya                                     | 16:35                     |                           |
| 5              | Ted DiBiase               | Randy’ego Savage’a        | Przypięty za pomocą Schoolboya                                     | 16:57                     |                           |
| 6              | Big Boss Man              | N/A                       | Odliczony po zakuciu kajdankami Hogana poza ringiem                | 25:09                     |                           |
| 7              | Akeem                     | N/A                       | Zdyskwalifikowany po ataku na sędzim i podwójnym ataku na Savage'u | 25:09                     |                           |
| 8              | Haku                      | Hulka Hogana              | Przypięty po Leg dropie                                            | 30:10                     |                           |
| Ocaleni:       | Randy Savage & Hulk Hogan | Randy Savage & Hulk Hogan | Randy Savage & Hulk Hogan                                          | Randy Savage & Hulk Hogan | Randy Savage & Hulk Hogan |